# Інема (Ленінградська область)
Інема (рос. Инема) — селище залізничної станції у Лодєйнопольському районі Ленінградської області Російської Федерації.
Населення становить 66 осіб. Належить до муніципального утворення Янегське сільське поселення.

## Історія
Згідно із законом від 20 вересня 2004 року № 63-оз належить до муніципального утворення Янегське сільське поселення.

## Населення
| 1997 | 2007 | 2010 | 2014 |
| ---- | ---- | ---- | ---- |
| 96   | ↘75  | ↘46  | ↗66  |